# 1213
1213 (MCCXIII) fue un año común comenzado en martes del calendario juliano.

## Acontecimientos
- 13 de septiembre: sucede la Batalla de Muret donde muere Pedro el Católico, rey de Aragón.
- Jaime el Conquistador inicia su reinado en Aragón.
- Gengis Kan se adentra en territorio dominado por la dinastía Jin.

## Fallecimientos
- 13 de septiembre: Pedro II de Aragón, rey aragonés entre 1196 y 1213 (n. 1178).
- 17 de diciembre: Juan de Mata, religioso y santo francés (n. 1150).
- Muhámmad an-Násir, califa almohade.